# Zhongfang (köping)
Zhongfang (kinesiska: 重坊镇, 重坊) är en köping i Kina. Den ligger i provinsen Shandong, i den östra delen av landet, omkring 250 kilometer sydost om provinshuvudstaden Jinan. Antalet invånare är 41555. Befolkningen består av 20 624 kvinnor och 20 931 män. Barn under 15 år utgör 15,0 %, vuxna 15-64 år 72 %, och äldre över 65 år 11,0 %.
Genomsnittlig årsnederbörd är 1 023 millimeter. Den regnigaste månaden är juli, med i genomsnitt 314 mm nederbörd, och den torraste är januari, med 8 mm nederbörd.